# Remission (Medizin)
Remission (lateinisch Remissio; von remittere „nachlassen“, „zurückschicken“) bedeutet in der Medizin das vorübergehende oder dauerhafte Nachlassen von Krankheitssymptomen körperlicher bzw. psychischer Natur wie Fieber oder Schmerzen, jedoch ohne Erreichen einer Genesung. Der Begriff wird auch bei chronischen Erkrankungen wie Epilepsie, Rheuma oder für ein günstiges Behandlungsergebnis von Krebserkrankungen verwendet. 
Die Kriterien zur Beurteilung des Grades einer Remission sind krankheitsabhängig und variabel. An einer Standardisierung wird noch in vielen Bereichen gearbeitet.
Der Begriff Remission ist nicht zu verwechseln mit Rekonvaleszenz.

## Anwendung des Begriffes
- Im klinischen Bereich dient der Grad der Remission bei chronischen Erkrankungen grundsätzlich als Erfolgsparameter der Behandlung.[4]
- In der Onkologie spricht man von Tumorremission bzw. -reduktion.[5]
- In wissenschaftlichen Studien stellt er die sogenannten Endpunkte (objektiv feststellbares Behandlungsergebnis) dar. Diese werden studienabhängig festgelegt.

## Einteilung
- Als Spontanremission bezeichnet man regulär nicht zu erwartende Heilungen, die ohne medizinische Einwirkung stattfinden. Dabei kann es zu einem Rezidiv (Rückfall) kommen.
- Als komplette Remission bezeichnet man den Status, in dem (zum Beispiel nach erfolgter Therapie) weder klinische, radiologische noch sonstige Zeichen der Krankheit über einen bestimmten Zeitraum (z. B. 6 Monate) vorliegen.

## Onkologie
Typische Endpunkte (s. o.) in onkologischen Studien sind:
- Komplette Remission (s. o.)
- Partielle Remission (Definition z. B.: „Tumorvolumen um mehr als 50 % vermindert“)
- Minimale Remission („Tumorvolumen um 25–50 % reduziert“)
- Stabile Erkrankung („Änderung des Volumens um weniger als 25 %“)
- Progression („Wachstum des Tumors um mindestens 25 %“)
- Tod des Patienten